# العلاقات الفانواتية الليتوانية
العلاقات الفانواتية الليتوانية هي العلاقات الثنائية التي تجمع بين فانواتو وليتوانيا.

## مقارنة بين البلدين
هذه مقارنة عامة ومرجعية للدولتين:
| وجه المقارنة                                              | فانواتو                                  | ليتوانيا                                                    |
| --------------------------------------------------------- | ---------------------------------------- | ----------------------------------------------------------- |
| المساحة (كم2)                                             | 12.19 ألف                                | 65.30 ألف                                                   |
| عدد السكان (نسمة)                                         | 276.24 ألف                               | 2.79 مليون                                                  |
| الكثافة السكانية (ن./كم²)                                 | 22.66                                    | 42.73                                                       |
| العاصمة                                                   | بورت فيلا                                | فيلنيوس، كاوناس                                             |
| اللغة الرسمية                                             | اللغة البسلاما، لغة فرنسية، لغة إنجليزية | اللغة الليتوانية                                            |
| العملة                                                    | فاتو فانواتي                             | ليتاس ليتواني، يورو                                         |
| الناتج المحلي الإجمالي (بليون دولار)                      | 862.88 مليون                             | 47.17 مليار                                                 |
| الناتج المحلي الإجمالي (تعادل القوة الشرائية) بليون دولار | 790.76 مليون                             | 84.06 مليار                                                 |
| الناتج المحلي الإجمالي الاسمي للفرد دولار أمريكي          | 2.81 ألف                                 | 14.15 ألف                                                   |
| الناتج المحلي الإجمالي للفرد دولار أمريكي                 | 3.03 ألف                                 | 27.69 ألف                                                   |
| مؤشر التنمية البشرية                                      | 0.594                                    | 0.839                                                       |
| رمز المكالمات الدولي                                      | +678                                     | +370                                                        |
| رمز الإنترنت                                              | .vu                                      | .lt                                                         |
| المنطقة الزمنية                                           | ت ع م+11:00                              | ت ع م+02:00، ت ع م+03:00، أوروبا/فيلنيوس ‏، توقيت شرق أوروبا |

## منظمات دولية مشتركة
يشترك البلدان في عضوية مجموعة من المنظمات الدولية، منها:
| علم المنظمة | اسم المنظمة                        | تاريخ انضمام فانواتو | تاريخ انضمام ليتوانيا |
| ----------- | ---------------------------------- | -------------------- | --------------------- |
|             | يونسكو                             | 10 فبراير 1994       | 7 أكتوبر 1991         |
|             | مؤسسة التمويل الدولية              | 28 سبتمبر 1981       | 15 يناير 1993         |
|             | منظمة حظر الأسلحة الكيميائية       | ?                    | ?                     |
|             | مؤسسة التنمية الدولية              | 28 سبتمبر 1981       | 23 سبتمبر 2011        |
|             | منظمة التجارة العالمية             | ?                    | ?                     |
|             | وكالة ضمان الاستثمار متعدد الأطراف | 27 يوليو 1988        | 8 يونيو 1993          |
|             | الاتحاد البريدي العالمي            | ?                    | ?                     |
|             | الاتحاد الدولي للاتصالات           | 30 مارس 1988         | 1 يوليو 1923          |
|             | الأمم المتحدة                      | 15 سبتمبر 1981       | 17 سبتمبر 1991        |
|             | البنك الدولي للإنشاء والتعمير      | 28 سبتمبر 1981       | 6 يوليو 1992          |

## وصلات خارجية
- موقع وزارة الخارجية الليتوانية